# 千野帽子
千野 帽子（ちの ぼうし、男性、1965年 - ）は日本の文芸評論家、エッセイスト、俳人。本名・岩松 正洋、フランス文学者、関西学院大学商学部教授。探偵小説研究会会員。

## 人物
福岡市生まれ。九州大学文学部文学科卒、同大学院修士課程修了（仏文学専攻）、パリ第4大学博士課程修了、博士号取得。関西学院大学商学部助教授、2007年准教授、2010年教授。2004年から「休日だけの趣味」として、『ユリイカ』『ミステリマガジン』などに、少女文学についての評論、文芸時評などを多く執筆している。
文筆業開始以前から句作を行なっており、「帽子」はもともと俳号として使っていたものであった。2011年に俳人の堀本裕樹とともに俳句ユニット「千堀」を結成し、『日経ビジネスアソシエ』『日経ビジネスオンライン』で投句コーナー「飛び込め! かわずくん」の連載を開始。堀本裕樹、長嶋有、米光一成とともに公開句会「東京マッハ」を開くなど、俳人としての活動が増えているが、本来のメインはあくまで小説の評論である。

## 著書
- 『文藝ガーリッシュ 素敵な本に選ばれたくて。』河出書房新社 2006
- 『文學少女の友』青土社 2007
- 『世界小娘文學全集 文藝ガーリッシュ 舶来篇』河出書房新社 2009
- 『読まず嫌い。』角川書店 2009
- 『俳句いきなり入門』NHK出版新書 2012
- 『人はなぜ物語を求めるのか』ちくまプリマー新書 2017
- 『物語は人生を救うのか』ちくまプリマー新書 2019

### 編纂
- 『富士山』角川文庫　2013
- 『夏休み』角川文庫　2014
- 『オリンピック』角川文庫　2016

### 翻訳
- マリー=ロール・ライアン『可能世界・人工知能・物語理論』岩松正洋訳 「叢書・記号学的実践」水声社 2006
- トマス・パヴェル『小説列伝』千野帽子訳 水声社 2024

## 注
1. ↑  日本近代文学会関西支部編『村上春樹と小説の現在』和泉書院、2011「まえがき」
2. ↑  2011年1月時点の会員名簿